# Нестеров Антон Якович
Нестеров Антон Якович (1879 — ?) — депутат Державної Думи Російської імперії II скликання від Області Війська Донського (1907—1912), словʼяносербський повітовий комісар Тимчасового уряду (1917).

## З життєпису
Член РСДРП. Робітник. Слюсар Голубівської копальні Берестово-Богодухівського гірничого товариства.
У 1907—1912 рр. — депутат Державної Думи Російської імперії II скликання від Області Війська Донського.
Після Лютневої революції призначений словʼяносербським повітовим комісаром Тимчасового уряду. У червні 1917 р. очолив Луганську раду робітничих депутатів. Наприкінці серпня 1917 р., під час корніловського заколоту, виїхав з Луганська. Подальша доля невідома.